# Parmena meregallii
Parmena meregallii là một loài bọ cánh cứng trong họ Cerambycidae.